# 大槻寛徳
大槻 寛徳（おおつき ひろのり、1979年5月20日 - ）は、日本競輪選手会宮城支部に所属する競輪選手。日本競輪学校（以下、競輪学校）第85期生。
師匠は若林哲夫（競輪学校24期）。弟子には長田彰人がいる（競輪学校95期）。

## 来歴
2015年、GI・第68回日本選手権競輪7位、GII・第31回共同通信社杯競輪5位と、ビッグレースで連続優出した。